# 1 Wileńska Brygada Armii Krajowej
1 Wileńska Brygada Armii Krajowej – polski oddział partyzancki Okręgu Wilno Armii Krajowej.

## Formowanie i zmiany organizacyjne brygady
Na początku 1943 por. Czesław Grombczewski ps. „Jurand”.  z rozkazu Dowództwa AK zorganizował oddział miejski w Wilnie (dzielnica A).  20 stycznia 1944 roku oddział wyszedł w teren. W Żamelach koło Bujwidz doszło do połączenia oddziału z plutonem por. Wihelma Dietmajera ps. „Wilczur” i sierż. Mariana Piątka działającego w okolicach Bystrzycy. Plutony składały się z 4 drużyn. W dalszej kolejności rozpoczęto formowanie pododdziału kawalerii i trzeciego szkolnego plutonu partyzanckiego. W maju sformowano nowy 3 pluton szturmowy, a jego dowódcą został ppor. Roman Żebryk „Korab”. Trzon jego stanowiły najlepsze drużyny dotychczasowego 1 i 2 plutonu, wzmocnione wyróżniającymi się partyzantami z innych pododdziałów. Na koncentracji koło Taboryszek oddział por. „Juranda” liczył sześć samodzielnych plutonów strzeleckich, dwuplutonowy szwadron zwiadu konnego, oraz drużyny: saperów, łączności, żandarmerii i taborów.
Z powodu dość licznych nieporozumień między 5 Brygadą „Łupaszki” a sowiecką Brygadą Wilejską ppłk. Fiodora Markowa, komendant inspektoratu BC mjr Mieczysław Potocki ps. „Węgielny” wystąpił z wnioskiem do komendanta Okręgu „Wiano” aby 5 Brygada odeszła z terenu Inspektoratu BC do innego Inspektoratu. W zamian prosił o przydzielenie innej brygady. Komendant „Wilk” wydał dyspozycje, aby 5 Brygadę przeszła do Inspektoratu „A” mjr. „Pohoreckiego”. W zamian do Inspektoratu BC trafiła 1 Brygada por. Czesława Grombczewskiego ps. „Jurand”. Z początkiem maja nastąpiło przekazanie brygad.
1 Brygada zameldowała się na terenie Inspektoratu „BC” w początkach czerwca i została włączona do stworzonego Zgrupowania nr 2 Armii Krajowej. Specyfika „miejskiej” brygady przysparzała pewne trudności w asymilacji partyzantów funkcjonowania w warunkach leśnych.
Już w okresie formowania brygady uwidocznił się konflikt personalny pomiędzy dowódcą brygady „Jurandem”, a  jego zastępcą „Wilczurem”. Dlatego też 13 czerwca dowódca zgrupowania mjr „Pohorecki”  podzielił brygadę na dwie części. Jedną z nich, w składzie trzech plutonów strzeleckich, półtora plutonu zwiadu konnego i pododdziałów specjalnych, przekazał pod dowodzenie por. Juranda” i  odesłał do zgrupowania mjr. „Węgielnego”. Druga grupa w składzie trzech plutonów strzeleckich i jednego plutonu konnego przybrała nazwę Oddziału Osłonowego ZAK 1. Dowództwo nad nią objął por. „Wilczur”. Po przejściu do Zgrupowania nr 2, 1 Brygada wydzieliła jeszcze część kawalerzystów jako grupę założycielską OR 2, pod dowództwem dotychczasowego dowódcy szwadronu kawalerii por. Borysa Sztarka „Ptasznika”. W ten sposób w 1 Brygadzie pozostał już tylko jeden konny pluton. 
Na przełomie czerwca i lipcu 1944 w brygadzie zmobilizowano z członków Ośrodka Dywersyjnego Bujwidze kolejny pluton. Utworzono też  pluton ckm. W tym też czasie przekształcono plutony w kilkudziesięcioosobowe kompanie kadrowe. Do końca istnienia brygady zachowano numerację pododdziałów sprzed dnia 13 czerwca 1944.
Mieszkańcy Bujwidz i okolicznych wsi walczyli w szeregach brygady jako 8 kompania bujwidzka i w lipcu 1944 roku wyzwalali Wilno. Żołnierze oddziału brali udział m.in. w bitwie pod Majkunami w okolicach Bujwidz.
W osadzie Balinogródek (lit. Balingradas) nad Wilią znajduje się cmentarz żołnierzy Armii Krajowej, gdzie został pochowany m.in. Henryk Wołodźko ps. „Łada” z 1 Wileńskiej Brygady AK.
W lipcu 1944 roku brygada liczyła ok. 500 partyzantów.
O świcie 18 lipca 1944, na obrzeżach Puszczy Rudnickiej, 1 Wileńska Brygada Armii Krajowej została rozbrojona przez zmotoryzowane oddziały Armii Czerwonej.

## Działania partyzanckie
Pod koniec lutego pluton brygady przeszedł na teren Inspektoratu BC w okolice Podbrodzia i Swięcian. Tam wspólnie z  oddziałem „Błyskawicy” i plutonu „Rakoczego” przeprowadził akcję likwidacji bandy rabunkowej. 7 marca 1 Brygada  dokonała ataku na konwój samochodów niemieckich w Powidakach, a 10 marca powtórzyła akcję na szosie mejszagolskiej. Podobnie działano 15 marca we dworze Europa. 
Kilka dni później patrol konny brygady starł się z obławą przeciwpartyzancką  organizowaną przez Litwinów. 20 marca w Antokolcach brygada stoczyła potyczkę z oddziałem litewskim gen. Plechavicziusa. Wycofując się brygada została przyparta z dwóch stron do Wilii. Mimo okrążenia, przeprawiono się na promie w okolicach wsi litewskiej Surmańce przez Wilię i oderwano się od Litwinów.
W marcu brygada wzięła udział w likwidacji sowieckiej grupy „Borodacza”. 
31 marca, działając  bez rozpoznania, zaatakowano  bunkier kolejowy w  Rykontach. Akcja zakończyła się fiaskiem. Bunkra nie zdobyto. Rannemu partyzantowi Henrykowi Balbasie „Kondorowi”, litewscy żołnierze rozbili głowę i przekazali stronie niemieckiej. 
4 kwietnia patrol brygady  stoczył potyczkę z patrolem niemieckim koło Porubanek, a 6 kwietnia zwiad konny walczył z partyzantką sowiecką w Skorbucianach. 11 kwietnia na szosie lidzkiej zorganizowano zasadzkę na kolumną samochodową. 
25 kwietnia w okolicach Wierchbezdanka koło Bezdan zorganizowano zasadzkę na tabor batalionu niemiecko-własowskiego. W toku walki poległo 10 Niemców i kilkunastu własowców. Zdobyto 2 rkm, 12 kb typu Mauser, 30 kb pochodzenia holenderskiego, 9 dwukonnych podwód. Oswobodzono też jeńców rosyjskich. Niektórzy z nich uciekli do lasu, reszta została razem z rozbrojonymi Niemcami i własowcami.
30 kwietnia pluton z brygady rozbił oddział niemiecki stacjonujący w szkole w Ławaryszkach. Akcją dowodził Roman Żebryk „Korab”. Niemcy poddali się. Zdobyto automat, 11 kb, 2 skrzynie granatów ręcznych, buty, mundury i hełmy. W trakcje wycofywania się z akcji w okolicach wsi Koniuchy, pluton został ostrzelany przez patrol sowieckich partyzantów. Podczas strzelaniny został zabity jeden partyzant. Następnego dnia 1 Brygada odparła atak bandy rabunkowej. 
Po tej akcji 1 Brygada przeszła do Inspektoratu BC.
W czerwcu brygada wzięła udział w zasadzce na szosie koło Kotłówki.
20 czerwca Bujkach-Baranach nastąpiła koncentracja polskich oddziałów partyzanckich podległych dowódcy 2 Zgrupowania mjr. „Węgielnemu”. 1 Brygada „Juranda” stawiła się na nim.
Po koncentracji 1 Brygada otrzymała rozkaz przeprowadzenia akcji dywersyjnych na torze kolejowym i szosie między Santoką i Podbrodziem. 30 czerwca wspólnie 2 kompanią 3 Brygady „Szczerbca” zorganizowano zasadzkę na szosie michaliskiej koło Kotłówki. Trzy pierwsze samochody z Litwinami zostały rozbite. Pozostałych 5 samochodów z Łotyszami i Niemcami wycofało się. Wzięto około 40 jeńców, których przekazano do 3 Brygady.
Ogółem 1 Brygada po przybyciu na teren 2 Zgrupowania przeprowadziła 3 akcje, w tym 2 akcje przeciw oddziałom litewskim (Komorowszczyzna i Kotłówka); 1 akcja przeciw oddziałom niemieckim (Olszewo).
Działania brygady w czasie Akcji „Burza”
Akcję „Burza” na terenie Inspektoratu BC Okręgu Wilno Armii Krajowej rozpoczął 1 lipca 1944 z własnej inicjatywy dowódca Zgrupowania mjr Mieczysław Potocki ps. „Węgielny” stacjonujący wtedy wraz ze swoim sztabem w Oszmianach. 1 Brygada miała działać na liniach komunikacyjnych od Santoki do Podbrodzia.
W czasie pierwszych dni działań brygada rozbroiła posterunek ochronny kolei pod Santoką.

## Struktura i obsada personalna
Dowództwo
- dowódcy:

kpt. Czesław Grombczewski ps. „Jurand”
por. Roman Korab-Żebryk „Korab”
- lekarz − Jan Rymian ps. „Pean”
- poczet dowódcy − st. sierż. Maurycy Palenko ps. „Strug”

Pododdziały
- oddział zwiadowczy

„Fakir”
Sławomir Słubicki ps. „Prus”
- pluton karabinów maszynowych − Hojan „Szary”
- 1kompania − ppor. Stanisław Stachowicz ps. „Sławicz”,
- 2 kompania − ppor. Zygmunt Kondratowicz ps. „Zetka”,
- 3 kompania − por. Roman Korab-Żebryk ps. „Korab”[h]
- 4 kompania − ppor. Wirgiliusz Szuba ps. „Chudzik”,
- 5 kompania− chor. Błachaniec ps. „Kaczan”
- drużyna pionierów −  „Kotwica”
- drużyna łączności −  „Transformator”

Partyzanci:
- Henryk Trojanowski